# Iolanda Nanni
Iolanda Nanni (29 de novembro de 1968 - 27 de agosto de 2018) foi uma política italiana do Movimento Cinco Estrelas. Nanni formou-se no ensino médio clássico, e antes de se tornar política ela trabalhou como funcionária numa empresa privada.
Nas eleições regionais da Lombardia em 2013 foi eleita Conselheira Regional, entre as fileiras do Movimento 5 Estrelas da Província de Pavia.
Em janeiro de 2018, ela decidiu concorrer às eleições parlamentares de 2018 na Câmara dos Deputados, apesar de estar doente. Ela foi eleita para a Câmara pelo seu círculo eleitoral com 21,88% dos votos.
Ela foi diagnosticada com cancro e morreu a 27 de agosto de 2018 aos 49 anos. Valentina Barzotti assumiu o seu lugar na Câmara.